# Idaea remanei
Idaea remanei är en fjärilsart som beskrevs av Edward P. Wiltshire 1985. Idaea remanei ingår i släktet Idaea och familjen mätare. Inga underarter finns listade i Catalogue of Life.